# Leptagrion bocainense
Leptagrion bocainense – gatunek ważki z rodziny łątkowatych (Coenagrionidae). Występuje w południowo-wschodniej Brazylii; stwierdzono go w stanach São Paulo, Rio de Janeiro, Minas Gerais i Espírito Santo.